# Cornelis Krayenhoff

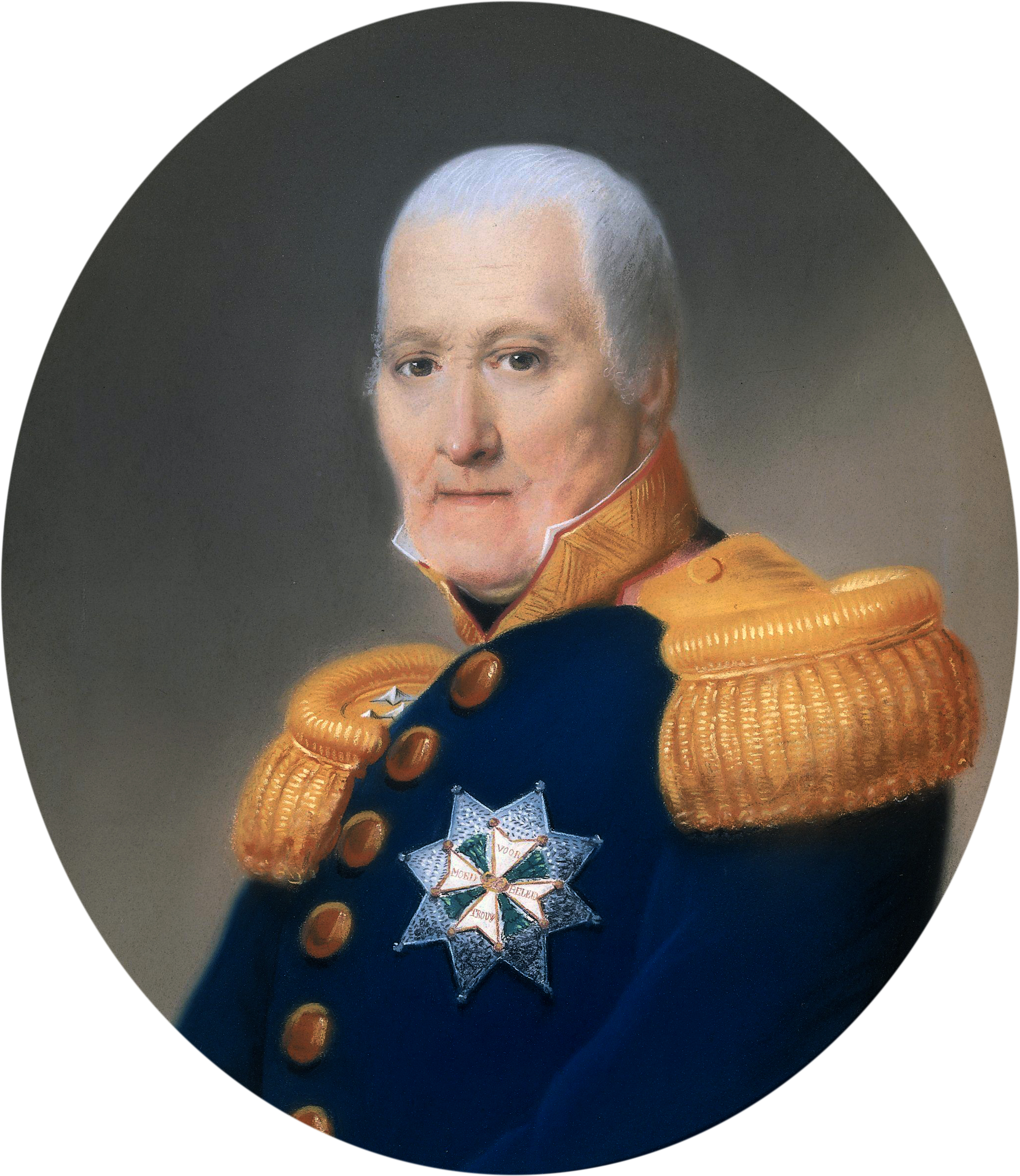
Cornelis Rudolphus Theodorus Krayenhoff

Corneli(u)s Rudolphus Theodorus, Barón de Krayenhoff (Nimega, 2 de junio de 1758 - Nimega, 24 de noviembre de 1840) fue un físico, artista, general ingeniero hidráulico, cartógrafo y brevemente Ministro de la Guerra de los Países Bajos.

## Biografía
Su padre fue un ingeniero hidráulico y soldado de Nimega, con un negocio paralelo en la cervecería. Krayenhoff fue educado entre Nimega, Arnhem y Harderwijk. En esta última ciudad conoció a Herman Willem Daendels, posterior compañero revolucionario suyo. Intentó estudiar derecho, pero en su lugar comenzó a estudiar filosofía y medicina (1777–1783). Escribió su disertación sobre la teoría de la imaginación y un estudio médico de la epidemia de disentería que asoló Nimega en 1783.
Se estableció como médico en Ámsterdam tras haber rechazado un puesto de profesor en la Universidad Franeker. Fue un miembro de las genootschaps Concordia et Libertate y Maatschappij tot Nut van 't Algemeen.  También participó en la Felix Meritis, donde presentó resultados de sus experimentos físicos y conferencias sobre la historia del arte. En el ínterin tomó clases de pintura. Rechazó hacerse cargo de la organización de la respuesta militar a las inundaciones durante la Revuelta Patriota de 1785-7, lo que se considera que pudo haber facilitado la toma de Ámsterdam por los prusianos que apoyaban al stadtholder Guillermo V de Orange en 1787.  
Krayenhoff era una eminencia en temas de electricidad e iluminación. El chapitel de la Grote o Martinikerk (iglesia de Doesburg) fue convertido por él en 1782 en el primer pararrayos en los Países Bajos. Ganó en 1787 junto a Adriaan Paets van Troostwijk un premio por un artículo sobre la electricidad. En 1791 se convirtió en miembro de la Hollandsche Maatschappij der Wetenschappen, una genootschap científica que fue predecesora de la Academia Real Neerlandesa de las Artes y las Ciencias.

### La República Bátava y la ocupación francesa

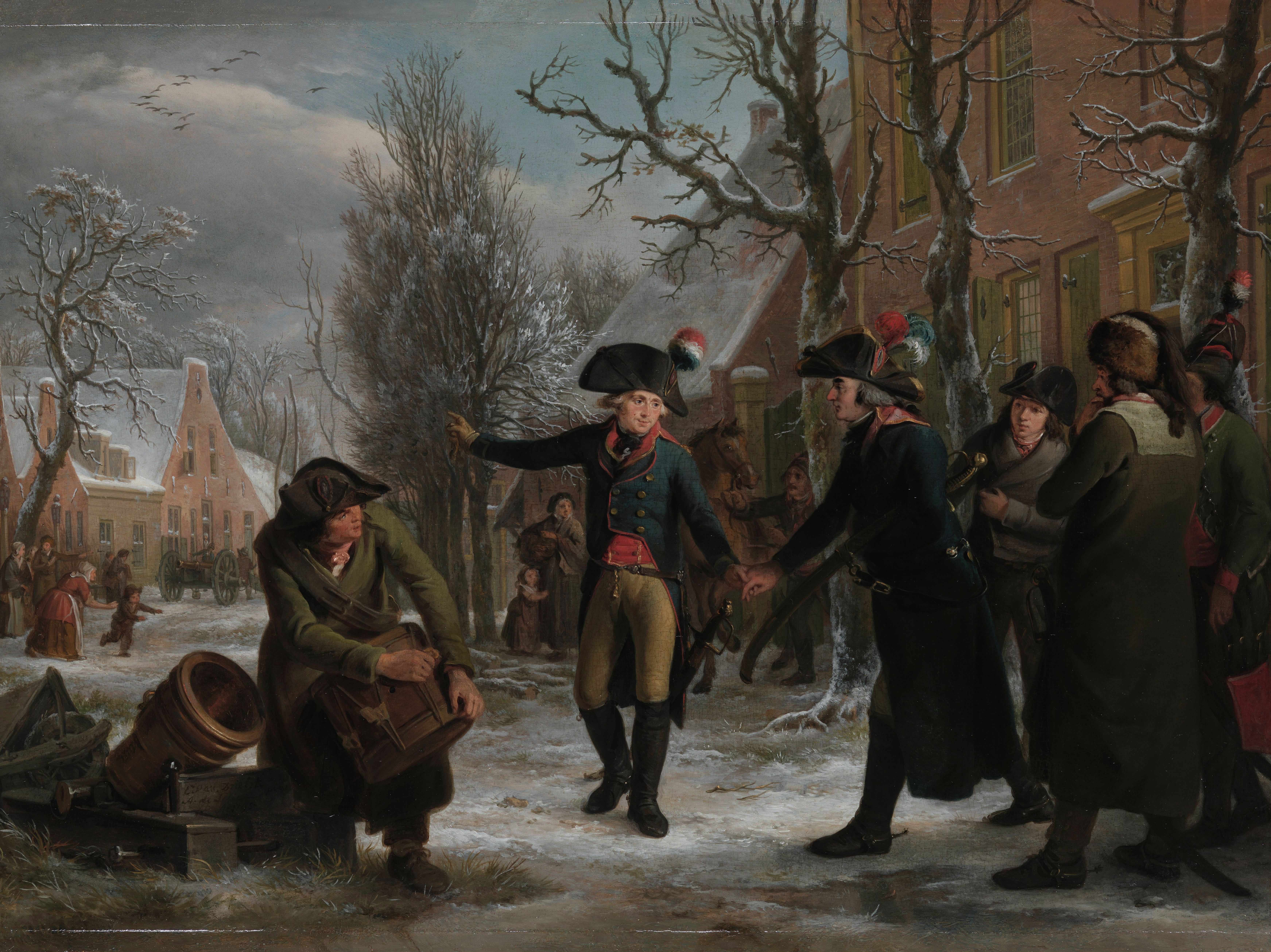
Egbert van Drielst y Adriaan de Lelie: Krayenhoff con uniforme francés a su partida de Maarssen la mañana del domingo 18 de enero de 1795

A finales de 1794 Krayenhoff se vio envuelto en las actividades revolucionarias patriotas en Ámsterdam. En paralelo, los ejércitos revolucionarios franceses bajo el mando del capitán general Charles Pichegru y el general Daendels invadían las Provincias Unidas de los Países Bajos. En octubre de ese mismo año, los revolucionarios intentaron un levantamiento en Ámsterdam con Krayenhoff y  Alexander Gogel como líderes. Tras la supresión de la insurrección, tuvo que huir de Ámsterdam en secreto debido a su participación en el suministro de armas. Se unió al comité revolucionario de los patriotas en los cuarteles franceses de Bolduque.
El avance francés pronto superó el río Waal, que se había helado a finales de diciembre de 1794. Sin mucha dilación, ciudades de la importancia de Utrecht y Nimega capitularon. El Comité Revolucionario Patriota (con Samuel Iperusz. Wiselius y Nicolaas van Staphorst) consideró importante tomar por sus propios medios una ciudad importante para así apoyar su reclamos de una autoridad independiente en los Países Bajos. Con tal fin se envió a Krayenhoff a Ámsterdam con un uniforme de teniente francés y órdenes de preparar otra insurrección.
En la tarde del domingo 18 de enero de 1795 y a las órdenes de Daendels, Krayenhoff informó a los burgomaestres de Ámsterdam de que harían mejor en dimitir al día siguiente. Intimidados por el gran número de partidarios de los patriotas (que amenazaron la seguridad del Presidente-Burgomaestre Straalman) y ante la negativa del comandante de la guarnición de la ciudad, el coronel Golowkin, a intervenir, el gobierno de la ciudad se entregó a Krayenhoff a media noche. A la mañana siguiente, el Comité Revolucionario de Ámsterdam entró triunfal en la ciudad mientras que una multitud simpatizante plantó un árbol de la libertad en la Plaza Dam.
En 1796 se convirtió en el responsable de las fortificaciones neerlandesas y se trasladó a Muiden. Desde 1798 estuvo envuelto en la organización del Rijkswaterstaat, la agencia hidráulica de los Países Bajos, en el nuevo estado unitario. Participó en la campaña defensiva durante la invasión anglorusa de Holanda de 1799 como comandante del cuerpo de ingenieros bátavos (batalla de Castricum) y consejero militar. Tras la decisión de la evacuación de las tropas invasoras en la Convención de Alkmaar (18 de octubre de 1799) fue inspector de fortificaciones encargado de confirmar que los británicos habían dejado intactas las fortificaciones que los acuerdos mencionaban.
Fue durante esta época que comenzó su obra magna: la creación de un sistema basado en triangulación que permitiera cartografiar en detalle su país. Krayenhoff también se encargó de determinar el Normaal Amsterdams Peil, la referencia del nivel del mar de los Países Bajós, de la que terminó derivando la referencia europea. El rey, Luis Bonaparte, se mostró complacido con su trabajo y le nombró para diversos puestos. Fue durante diez meses Ministro de la Guerra de los Países Bajos y responsable de los sistemas fortificados que protegían Ámsterdam contra una temida invasión francesa. Krayenhoff inició la construcción de la línea de defensa de Ámsterdam, en aquel entonces llamado Posten van Krayenhoff, o Oude Stelling van Amsterdam. Cuando Napoleón lo descubrió, forzó su despido. Sin embargo, en un encuentro personal tras la anexión de los Países Bajos a Francia en 1810, Napoleón se mostró interesado en darle un nombramiento en París. No fue la única oferta: Krayenhoff había declinado una atractiva oferta rusa del zar Alejandro I de Rusia, habiendo sido sus hijos capturados en la Invasión napoleónica de Rusia. El mayor de ellos terminaría herido durante la batalla de Waterloo tras luchar contra Napoleón.
Sin embargo, Krayenhoff fue desencantándose de los franceses. En un ejemplo, los diarios de Willem de Clercq mencionan como durante las insurreciones holandesas antifrancesas de 1813 dio la orden de que, ante un ataque francés, "...todo el mundo deberá levantar los adoquines ante su puerta, llevarlo ante su locutorio y saludar a los atacantes franceses amorosamente con piedras" (aan iedereen om de stenen voor zijn deur op te nemen, dezelve op zijn voorkamer te transporteren en daarmee de aanvallende Fransen lieflijk met een steenregen te begroeten).  En 1813 trabajó diligentemente para la Europa de la Restauración y fue nombrado barón por el nuevo rey.

### Reino Unido de los Países Bajos
Ese mismo año tomo la iniciativa de construir la línea de agua holandesa, asistido por Jan Blanken. En 1818, Krayenhoff tuvo problemas por la construcción de un edificio defensivo en Charleroi. Su hijo menor, Johan Krayenhoff, participó mientras en la construcción del fuerte Batavia en Nimega, que fue renombrado en 1826 por el rey Guillermo I de los Países Bajos como Krayenhoff en su honor. En 1825 realizó un viaje en fragata a Surinam y Curazao. Krayenhoff se volvió a ver envuelto en polémicas en 1826 sobre malversaciones por la construcción de fortalezas en Ieper y Ostend, pero fue absuelto en un juicio celebrado en 1830. El 12 de mayo de 1823 recibió la Gran Cruz de Caballero de la Orden Militar de Guillermo en reconocimiento a su labor en la frontera sur de los Países Bajos.
En 1826 se retiró para dedicarse a escribir sus memorias. Murió a la edad de 82 años y fue enterrado en la fortaleza de Nimega a la que dio nombre. En 1916 su cuerpo fue reenterrado en el cementerio Rustoord de Nimega, aunque la lápida original permanece en la fortaleza.

## Obras
- Paets van Troostwijk, A. & C.R.T. Krayenhoff (1787) De l'application de l'electricité à la physique et à la médecine.
- Verz. van hydrogr. en topogr. waarnemingen in Holland (1813)
- Précis historique des opérations géodésiques et astronomiques faites en Hollande (1815)
- Proeve van een ontwerp tot scheiding der rivieren de Waal en de Boven-Maas (1823)
- Geschiedk. beschouwing van den oorlog op het grondgebied der Bat. Republiek in 1799 (1825)
- De Lt.-gen. Bn. Krayenhoff voor het Hoog Mil. Geregtshof beschreven en vrijgesproken (1830)
- Bijdr. tot de Vaderl. gesch. van 1808 en 1809 (1838)